# Europa (Schiff, 1995)
Das Fahrgastschiff Fritze B., ex. Europa wurde 1994/1995 als Tagesausflugsschiff für das Kasseler Traditionsunternehmen Rehbein-Linie gebaut. Die Kiellegung des Schiffes fand im Herbst 1994 statt.

## Geschichte
Seit mehr als 45 Jahren bietet die Kasseler Personenschifffahrt Schiffsreisen auf der Fulda und auf der Weser an. Gegründet worden ist das Unternehmen 1971 in Fuldatal. Das Unternehmen bot Halbtagesfahrten zum Fuldastausee, Tagesfahrten nach Hann. Münden, Zwei-Flüsse-Fahrten ins Weserbergland nach Bad Karlshafen und Sonderfahrten aller Art an. Aufgrund eines nicht gefundenen Nachfolgers beendet das Unternehmen zum Jahresende 2019 seinen Betrieb. Das letzte Fahrgastschiff, die Europa, wurde nach Brandenburg an der Havel verkauft. Neuer Eigentümer ist die Nordstern-Reederei in Brandenburg. Das Schiff wird unter dem Namen Fritze B. auf den Gewässern in und um Brandenburg eingesetzt.

## Das Schiff
Das Schiff, als extremer Flachgänger in moderner Yachtoptik konzipiert, wurde bei der Schiffswerft Georg Placke in Aken im Landkreis Anhalt-Bitterfeld in Sachsen-Anhalt gebaut. Der geringe Tiefgang von nur 0,60 Meter ermöglicht es auch bei niedrigen Wasserständen die geplanten Routen einzuhalten. Es ist zugelassen für die Beförderung von bis zu 300 Personen. Wert gelegt wurde eine auf optimale Fensteroptik. Zur gastronomischen Versorgung der Fahrgäste steht eine Kombüse, ein Tresenbereich, eine Kaffeetheke und eine Schauvitrine mit Barbereich, betreut von einem Serviceteam, zur Fahrgastbetreuung zur Verfügung.